# Gewog di Tomzhangtshen
Il gewog di Tomzhangtshen è uno degli otto raggruppamenti di villaggi del distretto di Trashiyangtse, nella regione Orientale, in Bhutan.